# Cuscuta bracteata
Cuscuta bracteata är en vindeväxtart som beskrevs av Georg George Engelmann. Cuscuta bracteata ingår i släktet snärjor, och familjen vindeväxter. Inga underarter finns listade i Catalogue of Life.